# Peladoius
Peladoius is een geslacht van hooiwagens uit de familie Cranaidae.
De wetenschappelijke naam Peladoius is voor het eerst geldig gepubliceerd door Roewer in 1919. 

## Soorten
Peladoius is monotypisch en omvat slechts de volgende soort:
- Peladoius riveti